# Sphinx (film)
Sphinx is een Amerikaanse avonturenfilm uit 1981 onder regie van Franklin J. Schaffner. De film is gebaseerd op de gelijknamige roman van Robin Cook.

## Verhaal
De toegewijde egyptoloog Erica Baron (Lesley-Anne Down) onderzoekt papieren over farao Seti. Kort na haar aankomst in Caïro is ze getuige van de brutale moord op kunsthandelaar Abdu-Hamdi, ontmoet ze de Franse journalist Yeon (Maurice Ronet) en geraakt ze bevriend met Akmed Khazzan (Frank Langella). Wanneer ze vertrekt naar de Vallei der Koningen te Luxor om een graftombe te onderzoeken naar verborgen schatten, wordt ze het doelwit van een bende grafrovers die de schatten voor zichzelf wil houden.

## Rolverdeling
| Acteur           | Personage           |
| ---------------- | ------------------- |
| Lesley-Anne Down | Erica Baron         |
| Frank Langella   | Akmed Khazzan       |
| Maurice Ronet    | Yeon                |
| John Gielgud     | Abdu-Hamdi          |
| Vic Tablian      | Khalifa             |
| Martin Benson    | Mohammed            |
| John Rhys-Davies | Stephanos Markoulis |
| Nadim Sawalha    | Gamal               |
| Tutte Lemkow     | Tewfik              |
| Saeed Jaffrey    | Selim               |
| Eileen Way       | Aida                |
| William Hootkins | Don                 |
| James Cossins    | Lord Carnarvon      |
| Victoria Tennant | Lady Carnarvon      |